# نیهان پرز
نهوئن پرز (انگلیسی: Nehuén Pérez؛ زادهٔ ۲۴ ژوئن ۲۰۰۰) بازیکن فوتبال اهل آرژانتین است.
از باشگاه‌هایی که در آن بازی کرده‌است می‌توان به باشگاه فوتبال اتلتیکو مادرید اشاره کرد.
وی همچنین در تیم‌های ملی فوتبال زیر ۲۰ سال آرژانتین، و زیر ۲۳ سال آرژانتین بازی کرده‌است.